# Туларска бања
Туларска бања је бања која носи назив по селу Туларе, а налази се на 15 km западно од Сијаринске бање у Јабланичком округу на југу Србије

## Географски положај и рељеф
Туларска бања се налази у општини Медвеђа у Јабланичком округу на југу Србије. Развила се у малом проширењу долине Трупалске реке, притоке реке Јабланице, на надморској висини од 570 метара. Лако је приступачна јер је поред пута Београд—Приштина. Од Лесковца је удаљена 63 km, Медвеђе 10 km, и Приштине 60 km.
Јужно од бање диже се планина Гољак висока 1.181 метар.

## Назив и прошлост
Туларска бања носи назив по селу Туларе. На планинским узвишењима Мркоњ и Брајински врх има остатака старих утврђења те се закључује да су термоминералну воду користили Римљани, јер је на овом простору постојао знаменити град, престоница цара Јустинијана у периоду 527—565. под називом Царичин град (Justiniana Prima), данас законом заштићен. У средњем веку је ово био познат рударски крај са манастиром.

## Геолошки састав
Околина Тулара изграђена је од вулканских стена које припадају Раданском андезитском комплексу.

## Минерални извори
У Туларској бањи постоји неколико извора. Вода се појављује из разбијеног изворишта, које је условљено раседом. Истражујући Лецки андезитски комплекс, геолози су утврдили да се извори у Туларској бањи појављују у источном делу простране вулканско-тектонске структуре, која је, поред осталог, представљена великом палеовулканском калдером. Кисела вода са пет извора је каптирана у чесму, над којом је подигнута настрешница. Каптажа киселе воде је изведена у сабирном резервоару непосредно изнад зграде са настрешницом. Али, у резервоар доспева и обична вода, која деминерализује лековиту и снижава јој температуру. Извори киселе воде дају око 9.000 литара за 24 часа. Температура минералне воде је стална и износи 15 степени. Зими се не мрзне, нити се снег око извора одржава. Најјачи извор друге групе термо-минералних извора бање је примитивно каптиран. То је слани извор, уз који се налази још један извор минералне воде беличасте боје (кречљива боја).
Поред минералних извора овде је постављено и неколико хидрогеолошких бушотина. Из једне од њих, изведене 1970. године, појавио се 1 литар по секунди воде чија је температура 19,5 степени.

## Минерални састав воде
Анализа воде Туларске бање, коју је извршио Марко Т. Леко, указала је да је реч о муријатичном кисељаку са повећаним садржајем натријума, калцијума, хлора, и слободне угљене киселине. Касније анализе указале су на благу природну радиоактивност која потиче од радона и радијума.
В. Вујановић и М. Теофиловић константују да се минерална вода одликује значајним садржајем хидрокарбоната, сулфата, хлора, калцијума, натријума и бромне киселине, који се убрајају у највеће међу водама вулканског порекла у нашој земљи. Значајне су и количине магнезијума и силицијум-диоксида, као и повећан садржај гвожђа, литијума, цезијума и стронцијума, што је значајно за терапију.

## Туризам и искоришћеност воде
Лековите воде Туларске бање нису довољно искоришћене. Савремених медицинских и туристичко-угоститељских објеката нема. Локално становништво користи воду за самоиницијативно лечење обољења органа за варење, поремећаја метаболизма, анемичних стања и нервних обољења.
Највише се посећује кућа Вукадиновића, где су се 2012. појавила два извора - један топао са температуром од 40⁰C и један хладан, гејзирске природе, са температуром од 23⁰C и минералним карактеристикама. Оба извора су накнадно каптирана, те се топли извор улива у омањи базен док је хладни извор везан на цев.

## Галерија
- Гејзир у кући Вукадиновића.
- Гејзир и топли извор у кући Вукадиновића.
- Гејзир и топли извор у кући Вукадиновића.
- Гејзир у кући Вукадиновића.